# Dvora Berliner

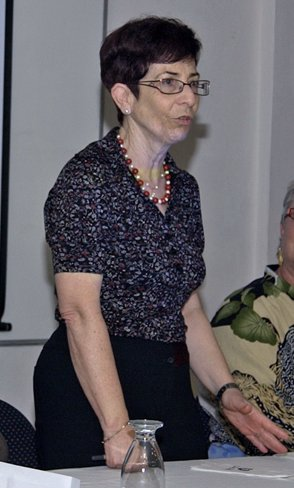
Dvora Berliner (2006)

Dvora Berliner (hebräisch דבורה ברלינר‎; * 15. Juni 1947) ist eine Richterin am Obersten Gericht Israels.
Dvora Berliner schloss ihr Studium der Rechtswissenschaften 1971 an der Universität Tel Aviv ab und war 1972 bis 1984 im Büro der Distrikts-Staatsanwaltschaft von Tel Aviv tätig. 1984 wurde sie Richterin am Magistratsgericht von Tel Aviv und 2003 stellvertretende Präsidentin des Distriktgerichts Tel Aviv. 2006 wurde Dvora Berliner als Richterin für zwei Jahre an das Oberste Gericht Israels berufen.